# سرزمین قبل از تاریخ ۱۳: دوستان خردمند
سرزمین قبل از تاریخ ۱۳: دوستان خردمند (انگلیسی: The Land Before Time XIII: The Wisdom of Friends) یک فیلم سینمایی انیمیشن آمریکایی محصول سال ۲۰۰۷ میلادی در ژانر ماجراجویی و فیلم موزیکال همچنین سیزدهمین قسمت در مجموعه فیلم‌های «سرزمین قبل از تاریخ» است.

## خلاصه داستان
بعد از حادثه‌ای که نزدیک بود مادربزرگ را بکشد، پای کوچولو درس‌هایی را فرا می‌گیرد که به او …

## صداپیشگان
- جان اینگل
- اندی مکافی
- جف بنیت
- راب پالسن
- کوبا گودینگ جونیور
- ساندرا اوه
- جسیکا گی
- میریام فلین در نقش مادربزرگ
- پیت سپنوک[۱]

## تاریخ انتشار
این فیلم در تاریخ ۲۷ نوامبر ۲۰۰۷ با پخش قسمت‌های تلویزیونی و همچنین دی وی دی منتشر شد.